# 雨都物語 〜RAINY TOWN STORY〜
「雨都物語 〜RAINY TOWN STORY〜」（うとものがたり 〜レイニータウンストーリー〜）は、1990年9月21日にNECアベニューから発売された川越美和の6枚目のシングルである。

## 収録曲
1. 雨都物語 〜RAINY TOWN STORY〜
作詞：森浩美、作曲：KOBE KOBE、編曲：安藤高弘
2. ヘプバーンのように
作詞：森浩美、作曲：都志見隆、編曲：安藤高弘

| スタブアイコン | サブスタブ | この項目は、まだ閲覧者の調べものの参照としては役立たない、シングルに関連した書きかけの項目です。この項目を加筆・訂正などしてくださる協力者を求めています（P:音楽/PJ:楽曲）。 |